# Championnats d'Europe de natation 2002
Navigation
Helsinki 2000 Madrid 2004
Les 26es Championnats d'Europe de natation se tiennent à Berlin (Allemagne) du 29 juillet au 4 août 2002. Le pays accueille pour la première fois ce rendez-vous organisé par la Ligue européenne de natation, depuis la réunification des deux Allemagne.

## Tableau des médailles
| Rang  | Pays        | Médaille d'or | Médaille d'argent | Médaille de bronze | Total |
| ----- | ----------- | ------------- | ----------------- | ------------------ | ----- |
| 1     | Allemagne   | 15            | 12                | 9                  | 36    |
| 2     | Russie      | 11            | 7                 | 8                  | 26    |
| 3     | Italie      | 7             | 6                 | 7                  | 20    |
| 4     | Ukraine     | 6             | 5                 | 6                  | 17    |
| 5     | Suède       | 4             | 3                 | 4                  | 11    |
| 6     | Pays-Bas    | 4             | 0                 | 2                  | 6     |
| 7     | France      | 2             | 3                 | 4                  | 9     |
| 8     | Pologne     | 2             | 1                 | 1                  | 4     |
| 9     | Finlande    | 2             | 0                 | 0                  | 2     |
| 10    | Espagne     | 1             | 5                 | 2                  | 8     |
| 11    | Autriche    | 1             | 2                 | 1                  | 4     |
| 12    | Slovaquie   | 1             | 2                 | 0                  | 3     |
| 13    | Croatie     | 1             | 0                 | 2                  | 3     |
| 14    | Hongrie     | 0             | 8                 | 1                  | 9     |
| 15    | Biélorussie | 0             | 1                 | 6                  | 7     |
| 16    | Roumanie    | 0             | 1                 | 2                  | 3     |
| 17    | Suisse      | 0             | 1                 | 0                  | 1     |
| 18    | Grèce       | 0             | 0                 | 1                  | 1     |
| 18    | Slovénie    | 0             | 0                 | 1                  | 1     |
| Total |             | 57            | 57                | 57                 | 171   |

## Tableau des médailles (bassin de 50 m uniquement)
| Rang  | Pays        | Médaille d'or | Médaille d'argent | Médaille de bronze | Total |
| ----- | ----------- | ------------- | ----------------- | ------------------ | ----- |
| 1     | Allemagne   | 10            | 7                 | 5                  | 22    |
| 2     | Ukraine     | 5             | 4                 | 5                  | 14    |
| 3     | Italie      | 4             | 5                 | 2                  | 11    |
| 4     | Suède       | 4             | 3                 | 4                  | 11    |
| 5     | Russie      | 4             | 2                 | 4                  | 10    |
| 6     | Pologne     | 2             | 1                 | 1                  | 4     |
| 7     | Pays-Bas    | 2             | 0                 | 2                  | 4     |
| 8     | Finlande    | 2             | 0                 | 0                  | 2     |
| 9     | France      | 1             | 2                 | 3                  | 6     |
| 10    | Autriche    | 1             | 2                 | 1                  | 4     |
| 11    | Espagne     | 1             | 2                 | 0                  | 3     |
| 11    | Slovaquie   | 1             | 2                 | 0                  | 3     |
| 13    | Croatie     | 1             | 0                 | 2                  | 3     |
| 14    | Hongrie     | 0             | 6                 | 1                  | 7     |
| 15    | Biélorussie | 0             | 1                 | 4                  | 5     |
| 16    | Roumanie    | 0             | 1                 | 2                  | 3     |
| 17    | Grèce       | 0             | 0                 | 1                  | 1     |
| 17    | Slovénie    | 0             | 0                 | 1                  | 1     |
| Total |             | 38            | 38                | 38                 | 114   |

## Bassin de 50 m

### 50 m nage libre
| Rang               | Athlète             | Pays    | Temps   |
| ------------------ | ------------------- | ------- | ------- |
| Médaille d'or      | Bartosz Kizierowski | Pologne | 22 s 18 |
| Médaille d'argent  | Lorenzo Vismara     | Italie  | 22 s 26 |
| Médaille de bronze | Oleksandr Volynets  | Ukraine | 22 s 31 |

| Rang               | Athlète               | Pays        | Temps   |
| ------------------ | --------------------- | ----------- | ------- |
| Médaille d'or      | Therese Alshammar     | Suède       | 24 s 84 |
| Médaille d'argent  | Martina Moravcová     | Slovaquie   | 25 s 09 |
| Médaille de bronze | Aleksandra Herasimena | Biélorussie | 25 s 24 |

### 100 m nage libre
| Rang               | Athlète                   | Pays     | Temps   |
| ------------------ | ------------------------- | -------- | ------- |
| Médaille d'or      | Pieter van den Hoogenband | Pays-Bas | 47 s 86 |
| Médaille d'argent  | Aleksandr Popov           | Russie   | 48 s 94 |
| Médaille de bronze | Duje Draganja             | Croatie  | 49 s 31 |

| Rang               | Athlète               | Pays        | Temps   |
| ------------------ | --------------------- | ----------- | ------- |
| Médaille d'or      | Franziska van Almsick | Allemagne   | 54 s 39 |
| Médaille d'argent  | Martina Moravcová     | Slovaquie   | 54 s 61 |
| Médaille de bronze | Alena Popchanka       | Biélorussie | 54 s 62 |

### 200 m nage libre
| Rang               | Athlète                   | Pays     | Temps         |
| ------------------ | ------------------------- | -------- | ------------- |
| Médaille d'or      | Pieter van den Hoogenband | Pays-Bas | 1 min 44 s 89 |
| Médaille d'argent  | Emiliano Brembilla        | Italie   | 1 min 46 s 94 |
| Médaille de bronze | Massimiliano Rosolino     | Italie   | 1 min 47 s 98 |

| Rang               | Athlète               | Pays        | Temps         |
| ------------------ | --------------------- | ----------- | ------------- |
| Médaille d'or      | Franziska van Almsick | Allemagne   | 1 min 56 s 64 |
| Médaille d'argent  | Camelia Potec         | Roumanie    | 1 min 57 s 80 |
| Médaille de bronze | Alena Popchanka       | Biélorussie | 1 min 57 s 91 |

### 400 m nage libre
| Rang               | Athlète               | Pays     | Temps         |
| ------------------ | --------------------- | -------- | ------------- |
| Médaille d'or      | Emiliano Brembilla    | Italie   | 3 min 46 s 60 |
| Médaille d'argent  | Massimiliano Rosolino | Italie   | 3 min 48 s 70 |
| Médaille de bronze | Dragos Coman          | Roumanie | 3 min 48 s 78 |

| Rang               | Athlète        | Pays     | Temps        |
| ------------------ | -------------- | -------- | ------------ |
| Médaille d'or      | Yana Klochkova | Ukraine  | 4 min 7 s 10 |
| Médaille d'argent  | Éva Risztov    | Hongrie  | 4 min 7 s 24 |
| Médaille de bronze | Camelia Potec  | Roumanie | 4 min 9 s 49 |

### 800 m nage libre
| Rang               | Athlète           | Pays      | Temps         |
| ------------------ | ----------------- | --------- | ------------- |
| Médaille d'or      | Jana Henke        | Allemagne | 8 min 23 s 83 |
| Médaille d'argent  | Éva Risztov       | Hongrie   | 8 min 28 s 06 |
| Médaille de bronze | Hannah Stockbauer | Allemagne | 8 min 30 s 97 |

### 1 500 m nage libre
| Rang               | Athlète           | Pays    | Temps         |
| ------------------ | ----------------- | ------- | ------------- |
| Médaille d'or      | Yuriy Prilukov    | Russie  | 15 min 3 s 88 |
| Médaille d'argent  | Christian Minotti | Italie  | 15 min 4 s 16 |
| Médaille de bronze | Ihor Chervynskyy  | Ukraine | 15 min 7 s 65 |

### 50 m dos
| Rang               | Athlète             | Pays      | Temps   |
| ------------------ | ------------------- | --------- | ------- |
| Médaille d'or      | Thomas Rupprath     | Allemagne | 25 s 05 |
| Médaille d'argent  | Stev Theloke        | Allemagne | 25 s 12 |
| Médaille de bronze | Bartosz Kizierowski | Pologne   | 25 s 52 |

| Rang               | Athlète               | Pays        | Temps   |
| ------------------ | --------------------- | ----------- | ------- |
| Médaille d'or      | Nina Zhivanevskaya    | Espagne     | 28 s 58 |
| Médaille d'argent  | Sandra Völker         | Allemagne   | 28 s 81 |
| Médaille de bronze | Aleksandra Herasimena | Biélorussie | 28 s 86 |

### 100 m dos
| Rang               | Athlète      | Pays      | Temps   |
| ------------------ | ------------ | --------- | ------- |
| Médaille d'or      | Stev Theloke | Allemagne | 54 s 42 |
| Médaille d'argent  | Markus Rogan | Autriche  | 54 s 54 |
| Médaille de bronze | Pierre Roger | France    | 54 s 89 |

| Rang               | Athlète             | Pays      | Temps        |
| ------------------ | ------------------- | --------- | ------------ |
| Médaille d'or      | Stanislava Komarova | Russie    | 1 min 1 s 40 |
| Médaille d'argent  | Sandra Völker       | Allemagne | 1 min 1 s 42 |
| Médaille de bronze | Antje Buschschulte  | Allemagne | 1 min 1 s 56 |

### 200 m dos
| Rang               | Athlète        | Pays     | Temps         |
| ------------------ | -------------- | -------- | ------------- |
| Médaille d'or      | Gordan Kožulj  | Croatie  | 1 min 58 s 70 |
| Médaille d'argent  | Markus Rogan   | Autriche | 1 min 58 s 83 |
| Médaille de bronze | Marko Strahija | Croatie  | 1 min 58 s 89 |

| Rang               | Athlète             | Pays    | Temps         |
| ------------------ | ------------------- | ------- | ------------- |
| Médaille d'or      | Stanislava Komarova | Russie  | 2 min 9 s 49  |
| Médaille d'argent  | Nina Zhivanevskaya  | Espagne | 2 min 10 s 27 |
| Médaille de bronze | Irina Amshennikova  | Ukraine | 2 min 11 s 59 |

### 50 m brasse
| Rang               | Athlète        | Pays    | Temps   |
| ------------------ | -------------- | ------- | ------- |
| Médaille d'or      | Oleg Lisogor   | Ukraine | 27 s 18 |
| Médaille d'argent  | Mihály Flaskay | Hongrie | 27 s 51 |
| Médaille de bronze | Károly Güttler | Hongrie | 27 s 85 |

| Rang               | Athlète             | Pays    | Temps   |
| ------------------ | ------------------- | ------- | ------- |
| Médaille d'or      | Emma Igelström      | Suède   | 31 s 17 |
| Médaille d'argent  | Svitlana Bondarenko | Ukraine | 31 s 77 |
| Médaille de bronze | Yelena Bogomazova   | Russie  | 32 s 10 |

### 100 m brasse
| Rang               | Athlète        | Pays    | Temps        |
| ------------------ | -------------- | ------- | ------------ |
| Médaille d'or      | Oleh Lisohor   | Ukraine | 1 min 0 s 29 |
| Médaille d'argent  | Roman Sludnov  | Russie  | 1 min 0 s 72 |
| Médaille de bronze | Hugues Duboscq | France  | 1 min 1 s 04 |

| Rang               | Athlète             | Pays    | Temps        |
| ------------------ | ------------------- | ------- | ------------ |
| Médaille d'or      | Emma Igelström      | Suède   | 1 min 7 s 87 |
| Médaille d'argent  | Svitlana Bondarenko | Ukraine | 1 min 9 s 28 |
| Médaille de bronze | Yelena Bogomazova   | Russie  | 1 min 9 s 53 |

### 200 m brasse
| Rang               | Athlète        | Pays   | Temps         |
| ------------------ | -------------- | ------ | ------------- |
| Médaille d'or      | Davide Rummolo | Italie | 2 min 11 s 37 |
| Médaille d'argent  | Yohan Bernard  | France | 2 min 11 s 77 |
| Médaille de bronze | Roman Sludnov  | Russie | 2 min 11 s 82 |

| Rang               | Athlète        | Pays      | Temps         |
| ------------------ | -------------- | --------- | ------------- |
| Médaille d'or      | Mirna Jukić    | Autriche  | 2 min 25 s 83 |
| Médaille d'argent  | Anne Poleska   | Allemagne | 2 min 27 s 37 |
| Médaille de bronze | Emma Igelström | Suède     | 2 min 27 s 61 |

### 50 m papillon
| Rang               | Athlète         | Pays      | Temps   |
| ------------------ | --------------- | --------- | ------- |
| Médaille d'or      | Jere Hård       | Finlande  | 23 s 50 |
| Médaille d'argent  | Thomas Rupprath | Allemagne | 23 s 78 |
| Médaille de bronze | Lars Frölander  | Suède     | 23 s 85 |

| Rang               | Athlète               | Pays      | Temps   |
| ------------------ | --------------------- | --------- | ------- |
| Médaille d'or      | Anna-Karin Kammerling | Suède     | 25 s 57 |
| Médaille d'argent  | Daniela Samulski      | Allemagne | 26 s 86 |
| Médaille de bronze | Chantal Groot         | Pays-Bas  | 26 s 91 |

### 100 m papillon
| Rang               | Athlète         | Pays      | Temps   |
| ------------------ | --------------- | --------- | ------- |
| Médaille d'or      | Thomas Rupprath | Allemagne | 51 s 94 |
| Médaille d'argent  | Andriy Serdinov | Ukraine   | 52 s 17 |
| Médaille de bronze | Denys Sylantyev | Ukraine   | 52 s 36 |

| Rang               | Athlète               | Pays      | Temps   |
| ------------------ | --------------------- | --------- | ------- |
| Médaille d'or      | Martina Moravcová     | Slovaquie | 57 s 20 |
| Médaille d'argent  | Otylia Jędrzejczak    | Pologne   | 57 s 97 |
| Médaille de bronze | Anna-Karin Kammerling | Suède     | 58 s 94 |

### 200 m papillon
| Rang               | Athlète          | Pays    | Temps         |
| ------------------ | ---------------- | ------- | ------------- |
| Médaille d'or      | Franck Esposito  | France  | 1 min 55 s 18 |
| Médaille d'argent  | Denys Sylantyev  | Ukraine | 1 min 55 s 42 |
| Médaille de bronze | Anatoly Polyakov | Russie  | 1 min 55 s 62 |

| Rang               | Athlète            | Pays      | Temps        |
| ------------------ | ------------------ | --------- | ------------ |
| Médaille d'or      | Otylia Jędrzejczak | Pologne   | 2 min 5 s 78 |
| Médaille d'argent  | Éva Risztov        | Hongrie   | 2 min 8 s 24 |
| Médaille de bronze | Annika Mehlhorn    | Allemagne | 2 min 9 s 37 |

### 200 m quatre nages
| Rang               | Athlète           | Pays     | Temps         |
| ------------------ | ----------------- | -------- | ------------- |
| Médaille d'or      | Jani Sievinen     | Finlande | 1 min 59 s 30 |
| Médaille d'argent  | Alessio Boggiatto | Italie   | 1 min 59 s 83 |
| Médaille de bronze | Markus Rogan      | Autriche | 2 min 0 s 50  |

| Rang               | Athlète        | Pays        | Temps         |
| ------------------ | -------------- | ----------- | ------------- |
| Médaille d'or      | Yana Klochkova | Ukraine     | 2 min 11 s 59 |
| Médaille d'argent  | Hanna Shcherba | Biélorussie | 2 min 13 s 04 |
| Médaille de bronze | Alenka Kejzar  | Slovénie    | 2 min 14 s 24 |

### 400 m quatre nages
| Rang               | Athlète            | Pays    | Temps         |
| ------------------ | ------------------ | ------- | ------------- |
| Médaille d'or      | Alessio Boggiatto  | Italie  | 4 min 13 s 19 |
| Médaille d'argent  | István Batházi     | Hongrie | 4 min 17 s 33 |
| Médaille de bronze | Nicolas Rostoucher | France  | 4 min 19 s 19 |

| Rang               | Athlète        | Pays      | Temps         |
| ------------------ | -------------- | --------- | ------------- |
| Médaille d'or      | Yana Klochkova | Ukraine   | 4 min 35 s 10 |
| Médaille d'argent  | Éva Risztov    | Hongrie   | 4 min 36 s 17 |
| Médaille de bronze | Nicole Hetzer  | Allemagne | 4 min 42 s 22 |

### 4 × 100 m nage libre
| Rang               | Athlète                                                         | Pays      | Temps         |
| ------------------ | --------------------------------------------------------------- | --------- | ------------- |
| Médaille d'or      | Lars Conrad Stefan Herbst Torsten Spanneberg Stephan Kunzelmann | Allemagne | 3 min 17 s 67 |
| Médaille d'argent  | Erik la Fleur Stefan Nystrand Lars Frölander Mattias Ohlin      | Suède     | 3 min 17 s 75 |
| Médaille de bronze | Lorenzo Vismara Christian Galenda Michele Garcia Simone Cercato | Italie    | 3 min 18 s 20 |

| Rang               | Athlète                                                                  | Pays      | Temps         |
| ------------------ | ------------------------------------------------------------------------ | --------- | ------------- |
| Médaille d'or      | Katrin Meissner Petra Dallmann Sandra Völker Franziska van Almsick       | Allemagne | 3 min 36 s 00 |
| Médaille d'argent  | Josefin Lillhage Johanna Sjöberg Anna-Karin Kammerling Therese Alshammar | Suède     | 3 min 40 s 66 |
| Médaille de bronze | Manon van Rooijen Marleen Veldhuis Chantal Groot Wilma van Hofwegen      | Pays-Bas  | 3 min 41 s 98 |

### 4 × 200 m nage libre
| Rang               | Athlète                                                                         | Pays      | Temps         |
| ------------------ | ------------------------------------------------------------------------------- | --------- | ------------- |
| Médaille d'or      | Matteo Pelliciari Emiliano Brembilla Federico Cappellazzo Massimiliano Rosolino | Italie    | 7 min 12 s 18 |
| Médaille d'argent  | Moritz Zimmer Stefan Pohl Lars Conrad Stefan Herbst                             | Allemagne | 7 min 17 s 59 |
| Médaille de bronze | Athanasios Oikonomou Nikolaos Xylouris Ioannis Kokkodis Spyrídon Yanniótis      | Grèce     | 7 min 20 s 67 |

| Rang               | Athlète                                                            | Pays      | Temps         |
| ------------------ | ------------------------------------------------------------------ | --------- | ------------- |
| Médaille d'or      | Petra Dallmann Alessa Ries Hannah Stockbauer Franziska van Almsick | Allemagne | 7 min 59 s 07 |
| Médaille d'argent  | Laura Roca Melissa Caballero Erika Villaécija Tatiana Rouba        | Espagne   | 8 min 5 s 83  |
| Médaille de bronze | Josefin Lillhage Johanna Sjöberg Lisa Wanberg Ida Mattson          | Suède     | 8 min 8 s 46  |

### 4 × 100 m quatre nages
| Rang               | Athlète                                                       | Pays      | Temps         |
| ------------------ | ------------------------------------------------------------- | --------- | ------------- |
| Médaille d'or      | Yevgeniy Alechin Roman Sludnov Igor Marchenko Alexander Popov | Russie    | 3 min 36 s 21 |
| Médaille d'argent  | Pierre Roger Hugues Duboscq Franck Esposito Romain Barnier    | France    | 3 min 36 s 55 |
| Médaille de bronze | Stev Theloke Jens Kruppa Thomas Rupprath Stefan Herbst        | Allemagne | 3 min 37 s 05 |

| Rang               | Athlète                                                                | Pays      | Temps        |
| ------------------ | ---------------------------------------------------------------------- | --------- | ------------ |
| Médaille d'or      | Antje Buschschulte Simone Weiler Franziska van Almsick Sandra Völker   | Allemagne | 4 min 1 s 54 |
| Médaille d'argent  | Therese Alshammar Emma Igelström Anna-Karin Kammerling Johanna Sjöberg | Suède     | 4 min 6 s 15 |
| Médaille de bronze | Irina Amshennikova Svitlana Bondarenko Yana Klochkova Olga Mukomol     | Ukraine   | 4 min 6 s 22 |

## Plongeon

### Plongeoir d'un mètre
| Rang               | Athlète           | Pays      | Points |
| ------------------ | ----------------- | --------- | ------ |
| Médaille d'or      | Nicola Marconi    | Italie    | 390,81 |
| Médaille d'argent  | José Miguel Gil   | Espagne   | 385,86 |
| Médaille de bronze | Christian Löffler | Allemagne | 377,94 |

| Rang               | Athlète          | Pays      | Points |
| ------------------ | ---------------- | --------- | ------ |
| Médaille d'or      | Heike Fischer    | Allemagne | 308,58 |
| Médaille d'argent  | Vera Ilyina      | Russie    | 307,53 |
| Médaille de bronze | Natalya Umyskova | Russie    | 285,03 |

### Plongeoir de trois mètres
| Rang               | Athlète             | Pays      | Points |
| ------------------ | ------------------- | --------- | ------ |
| Médaille d'or      | Dmitri Sautin       | Russie    | 495,45 |
| Médaille d'argent  | Andreas Wels        | Allemagne | 463,59 |
| Médaille de bronze | Vassiliy Lissovskiy | Russie    | 456,06 |

| Rang               | Athlète          | Pays      | Points |
| ------------------ | ---------------- | --------- | ------ |
| Médaille d'or      | Yuliya Pakhalina | Russie    | 329,94 |
| Médaille d'argent  | Ditte Kotzian    | Allemagne | 319,08 |
| Médaille de bronze | Conny Schmalfuss | Allemagne | 295,29 |

### Plongeoir de trois mètres synchronisé
| Rang               | Athlète                             | Pays      | Points |
| ------------------ | ----------------------------------- | --------- | ------ |
| Médaille d'or      | Dimitriy Baibakov et Dmitri Sautin  | Russie    | 360,33 |
| Médaille d'argent  | Andreas Wels et Tobias Schellenberg | Allemagne | 350,25 |
| Médaille de bronze | Nicola Marconi et Tommaso Marconi   | Italie    | 330,51 |

| Rang               | Athlète                           | Pays      | Points |
| ------------------ | --------------------------------- | --------- | ------ |
| Médaille d'or      | Ditte Kotzian et Conny Schmalfuss | Allemagne | 312,00 |
| Médaille d'argent  | Vera Ilyina et Yuliya Pakhalina   | Russie    | 308,76 |
| Médaille de bronze | Tania Cagnotto et Maria Marconi   | Italie    | 268,98 |

### Plongeoir de dix mètres
| Rang               | Athlète            | Pays        | Points |
| ------------------ | ------------------ | ----------- | ------ |
| Médaille d'or      | Heiko Meyer        | Allemagne   | 492,39 |
| Médaille d'argent  | Imre Lengyel       | Hongrie     | 426,27 |
| Médaille de bronze | Aleksandr Varlamov | Biélorussie | 400,62 |

| Rang               | Athlète        | Pays      | Points |
| ------------------ | -------------- | --------- | ------ |
| Médaille d'or      | Anke Piper     | Allemagne | 337,05 |
| Médaille d'argent  | Tania Cagnotto | Italie    | 331,32 |
| Médaille de bronze | Olga Leonova   | Ukraine   | 321,93 |

### Plongeoir de dix mètres synchronisé
| Rang               | Athlète                               | Pays        | Points |
| ------------------ | ------------------------------------- | ----------- | ------ |
| Médaille d'or      | Roman Volodkov et Anton Zakharov      | Ukraine     | 340,20 |
| Médaille d'argent  | Imre Lengyel et Andras Hajnal         | Hongrie     | 315,06 |
| Médaille de bronze | Aleksandr Varlamov et Andrey Mamontov | Biélorussie | 300,36 |

| Rang               | Athlète                                       | Pays      | Points |
| ------------------ | --------------------------------------------- | --------- | ------ |
| Médaille d'or      | Annett Gamm et Ditte Kotzian                  | Allemagne | 309,78 |
| Médaille d'argent  | Olga Leonova et Olena Zhupina                 | Ukraine   | 284,97 |
| Médaille de bronze | Yevgeniya Olshevskaya et Svetlana Timoshinina | Russie    | 283,02 |

## Natation synchronisée

### Solo
| Rang               | Athlète             | Pays    | Points |
| ------------------ | ------------------- | ------- | ------ |
| Médaille d'or      | Virginie Dedieu     | France  | 98,400 |
| Médaille d'argent  | Anastasiya Davydova | Russie  | 97,300 |
| Médaille de bronze | Gemma Mengual       | Espagne | 95,400 |

### Duo
| Rang               | Athlètes                                    | Pays    | Points |
| ------------------ | ------------------------------------------- | ------- | ------ |
| Médaille d'or      | Anastasiya Davydova et Anastasiya Yermakova | Russie  | 97,900 |
| Médaille d'argent  | Gemma Mengual et Paola Tirados              | Espagne | 95,900 |
| Médaille de bronze | Myriam Glez et Virginie Dedieu              | France  | 95,800 |

### Par équipes
| Rang               | Athlètes | Pays    | Points |
| ------------------ | --- | ------- | ------ |
| Médaille d'or      | Ioulia Chestakovitch, Anastasia Davydova, Anastassia Ermakova, Maria Gromova, Irina Tolkatcheva, Elvira Khassianova, Elena Ovtchinnikova et Anna Shorina Remplaçantes: Alexandra Shumkova et Elena Jourovleva | Russie  | 98,400 |
| Médaille d'argent  | Raquel Corral, Andrea Fuentes, Tina Uentes, Gemma Mengual, Ana Montero, Paola Tirados, Irina Rodriguez et Alicia Sanz Remplaçantes: Ione Serrano et Anna Rabanal                                              | Espagne | 97,000 |
| Médaille de bronze | Laura Zanazza, Eva Balzarotti, Monica Cirulli, Cristina Zarfati, Joey Paccagnella, Elisa Plaisant, Beatrice Spaziani et Lorena Zaffalon Remplaçantes : Constanza Fiorentini et Chiara Azzali                  | Italie  | 94,900 |

## Eau libre

### 5 km
| Rang | Athlète         | Pays      | Temps         |
| ---- | --------------- | --------- | ------------- |
|      | Luca Baldini    | Italie    | 55 min 35 s 6 |
|      | Thomas Lurz     | Allemagne | 56 min 24 s 5 |
|      | Stefano Rubaudo | Italie    | 56 min 26 s 9 |

| Rang | Athlète       | Pays      | Temps           |
| ---- | ------------- | --------- | --------------- |
|      | Viola Valli   | Italie    | 1 h 0 min 25 s9 |
|      | Hanna Miluska | Suisse    | 1 h 0 min 27 s3 |
|      | Nadine Pastor | Allemagne | 1 h 0 min 28 s3 |

### 10 km
| Rang | Athlète             | Pays   | Temps             |
| ---- | ------------------- | ------ | ----------------- |
|      | Vladimir Diattchine | Russie | 1 h 55 min 27 s 9 |
|      | Yevgeniy Koshkarov  | Russie | 1 h 55 min 29 s 9 |
|      | Luca Baldini        | Italie | 1 h 56 min 04 s 2 |

| Rang | Athlète        | Pays      | Temps             |
| ---- | -------------- | --------- | ----------------- |
|      | Edith van Dijk | Pays-Bas  | 2 h 06 min 20 s 3 |
|      | Angela Maurer  | Allemagne | 2 h 06 min 22 s 5 |
|      | Britta Kamrau  | Allemagne | 2 h 06 min 22 s 7 |

### 25 km
| Rang | Athlète       | Pays    | Temps             |
| ---- | ------------- | ------- | ----------------- |
|      | Yuriy Kudinov | Russie  | 5 h 09 min 47 s 4 |
|      | Gilles Rondy  | France  | 5 h 18 min 29 s 0 |
|      | David Meca    | Espagne | 5 h 18 min 27 s 1 |

| Rang | Athlète          | Pays     | Temps             |
| ---- | ---------------- | -------- | ----------------- |
|      | Edith van Dijk   | Pays-Bas | 5 h 27 min 34 s 0 |
|      | Olesya Shalygina | Russie   | 5 h 34 min 47 s 9 |
|      | Natalya Pankina  | Russie   | 5 h 34 min 51 s 4 |